# 毛泽东年谱
《毛泽东年谱》是講述毛澤東生平、业绩的编年体著作，分為兩個部分。
第一部分《毛泽东年谱（1893-1949）》由中共中央文献研究室编写，逄先知主编。人民出版社、中央文献出版社於1993年12月出版。分上、中、下3卷，全书139万字。记述了毛泽东1893年至1949年的生平、业绩。
第二部分《毛泽东年谱（1949-1976）》由中央文献研究室编撰，由中央文献出版社於2013年12月出版。共6卷，近300萬字。該書講述毛澤東1949年至1976年的生平、业绩。
为纪念毛泽东诞辰130周年，增补修订后的《毛泽东年谱》（1—9卷）于2023年12月26日出版发行。